# Eine Affäre in Paris (Film)
Eine Affäre in Paris (Originaltitel: Le Divorce) ist eine französisch-US-amerikanische Filmkomödie von James Ivory aus dem Jahr 2003. Sie beruht auf einem Roman von Diane Johnson.

## Handlung
Die Amerikanerin Isabel Walker besucht in Paris ihre schwangere Schwester, die Dichterin Roxeanne de Persand. Der Ehemann von Roxeanne, Charles-Henri de Persand, verließ sie für Magda Tellman. Roxeanne erhebt Besitzanspruch auf ein wertvolles Gemälde, „Die Heilige Ursula“ von Georges de La Tour, obwohl das Bild ursprünglich zum Familienbesitz des Ehemanns gehört hat. Der Louvre hält das Bild zwar für eine Kopie oder eine Fälschung, das Getty Museum bekundete aber Interesse am Erwerb des Bildes. 
Isabel und ihre Schwester treffen die Autorin Olivia Pace, die Roxeanne fragt, ob sie für sie arbeiten will. Roxeanne lehnt das Angebot ab, preist aber die akademische Ausbildung ihrer Schwester. Pace fasst es mit „sie kann lesen und schreiben“ zusammen und stellt Isabel ein.
Isabel geht ein Verhältnis mit dem jungen Künstler Yves ein. Sie beginnt auch eine Affäre mit dem verheirateten Politiker Edgar Cosset, einem Onkel von Charles-Henri, der sie direkt fragt, ob sie seine Mätresse werden will. Er schenkt ihr eine rote Handtasche von Hermès, für seine Schwester ein sicherer Hinweis, dass die beiden eine Affäre miteinander haben. Charles-Henris Schwester ruft nach dem Besuch von Isabel und Roxeanne ihre Verwandten an und bittet sie, ihrem Bruder die Affäre auszureden.
Die niedergeschlagene Roxeanne unternimmt einen Selbstmordversuch. Ihre und Isabels Eltern kommen nach Paris. Währenddessen versucht Suzanne de Persand, die Mutter von Charles-Henri, für ihre Familie das Georges de La Tour-Bild zu sichern. Charles-Henri de Persand wird von dem betrogenen Ehemann Magdas getötet. Der Mann verfolgt Isabel bis auf den Eiffelturm, wo er seine Pistole abgibt. Isabel steckt sie in die von Cosset erhaltene Handtasche und wirft sie vom Turm. Der Mann wird zu 20 Jahren Gefängnis verurteilt. Isabel macht Schluss mit Cosset. Roxeanne und der sie vertretende Anwalt werden ein Paar. Das Gemälde wird von den Walkers auf einer Auktion verkauft.

## Hintergrund
Der für Merchant Ivory Productions in Paris gedrehte Film spielte in den Kinos der USA rund 9 Millionen US-Dollar ein.

## Kritiken
James Berardinelli schrieb auf ReelViews.net, dass er nicht vermuten würde, dass den Film Merchant Ivory Productions produzierte, ein für Wiedersehen in Howards End und Was vom Tage übrig blieb bekanntes Unternehmen. Die Charaktere seien kaum entwickelt. Die Darstellungen von Kate Hudson und Naomi Watts bezeichnete Berardinelli als „solide“, aber nicht herausragend.
Roger Ebert schrieb in der Chicago Sun-Times vom 8. August 2003, dass es im Film zu viele Charaktere gebe und er wie eine Ansammlung von Sketchen wirke. Ebert lobte die „wundervolle“ Darstellung von Stockard Channing.
Die Prisma-Redaktion schrieb, dass der Film zu den „langweiligsten Werken aller Zeiten“ gehöre. Nichts sei romantisch oder witzig.
Das Lexikon des internationalen Films meinte: „Adaption eines aktuellen Bestsellers, die die zeitgenössischen Bezüge bis zur Unkenntlichkeit verkürzt. Der Reiz, aber auch eine gewisse Konturlosigkeit der exquisit ausgestatteten Komödie liegt in der flanierenden Bewegung, die durch Filmzitate, kulturelle Klischees und das Spiel der hervorragenden Darsteller geleitet wird, ohne dass sich die in mehrere Strängen verästelnde Handlung auf einen Nenner herunterbrechen ließe.“

## Auszeichnungen
James Ivory und Naomi Watts wurden 2003 auf den Internationalen Filmfestspielen von Venedig ausgezeichnet.
Die Deutsche Film- und Medienbewertung FBW in Wiesbaden verlieh dem Film das Prädikat besonders wertvoll.